# DAAP
O Digital Audio Access Protocol (DAAP) é um protocolo proprietário da Apple no software iTunes para compartilhar mídia em uma rede local.

## Descrição
O protocolo DAAP foi inicialmente lançado no iTunes versão 4.0. Iniciamente, a Apple não publicou uma descrição pública do protocolo, porém foi feita uma engenharia reversa detalhada o suficiente que permite a reimplementação do protocolo para outras plataformas além do iTunes.
Recentemente, a Apple começou a licenciar a especificação do protocolo para implementações comerciais.
Um servidor DAAP é um servidor HTTP especializado, que executa duas funções:
- Enviar uma lista de músicas
- Fazer o streaming do áudio/vídeo requistado.
O protocolo provê também a notificação de mudanças no servidor. Requisições são feitas por URLs e são respondidas com dados com o mime-typeapplication/x-dmap-tagged, que pode ser convertido em XML pelo cliente. O iTunes utiliza o serviço ZeroConf (também conhecido como Bonjour) para fazer o broadcast do endereço do servidor DAAP na rede local. O servidor DAAP utiliza a porta TCP 3689 por padrão.
DAAP é um dos dois tipos de compartilhamentos de mídia que a Apple Inc. utliza atualmente. O outro, Digital Photo Access Protocol (DPAP), é usado pelo aplicativo iPhoto para compartilhar imagens. Ambos utlizam o subprotocolo DMAP. Digital Media Access Protocol (DMAP).
O protocolo DAAP também é implentado por outros players além do iTunes como como Banshee, Amarok, Exaile (com um plugin), Songbird (com um plugin), Rhythmbox, e WiFiTunes.